# ギフム
ギフム (ドイツ語: Gyhum) は、ドイツ連邦共和国ニーダーザクセン州のローテンブルク（ヴュンメ）郡に属す町村（以下、本項では便宜上「町」と記述する）で、ザムトゲマインデ・ツェーフェンを形成する自治体の一つである。

## 地理

### 位置
ギフムは郡庁所在地のローテンブルク (ヴュンメ)と北に位置する小都市ツェーフェンとの間に位置する。この町には全国的に有名なリハビリテーション病院がある。

### 自治体の構成
自治体としてのギフムは、ボッケル、ヘーゼードルフ、ギフム、ナルトゥム、ヴェールドルフの各集落からなる。

## 行政

### 議会
この町の議会は13議席からなる。

### 紋章
緑地で基部は黒地。境界線から銀色で聖マルガレータが描かれている。聖女は金の髪、金の冠、円環状の金の後光をまとっている。また、両手で金の十字杖を握っている。黒地の基部には右向き（向かって左向き）に横たわるドラゴンが描かれている。

## 文化と見所

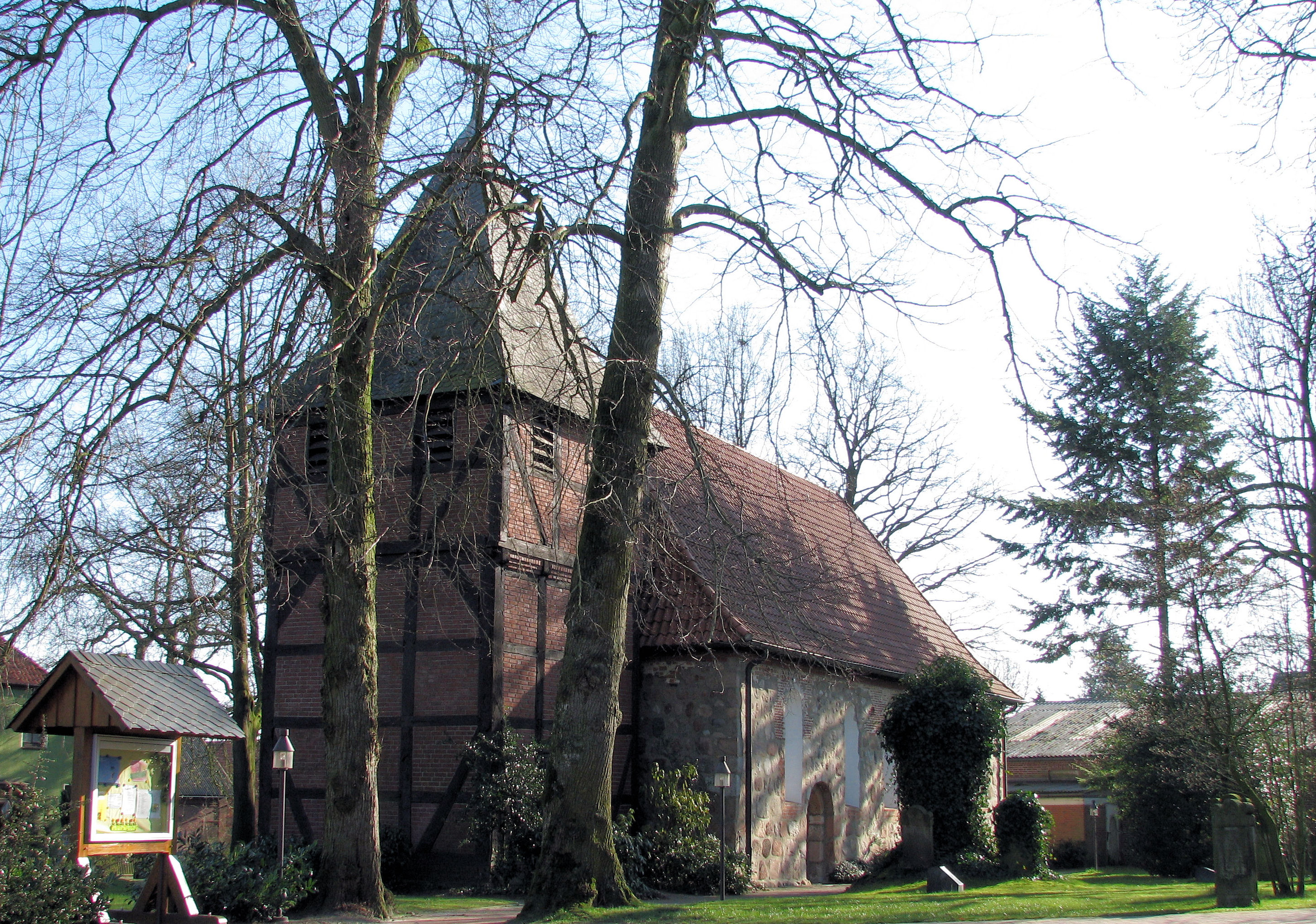
聖マルガレータ教会

ギフムには、約1000年前の荒石造りの聖マルガレータ教会がある。

### 年中行事
毎年7月第1週末にギフム射撃祭が3日間開催される。また、自衛消防団や射撃クラブがそれぞれ主催する夕べの舞踏会が行われる。

## 経済と社会資本

### 交通
ギフムは連邦道B71号線、連邦アウトバーンA1号線、現在は貨物路線となっている鉄道ブレーマーフェルデ - ローテンブルク (ヴュンメ)線の近くに位置している。

### 公的施設
この町には貯蓄協会の支店や幼稚園がある。また、自衛消防団が組織されている。

## 人物

### ゆかりの人物
- ヴァルター・ケンポフスキ（1929年 - 2007年）作家。1965年からギフムのナルトゥム地区に住んでいた。

## 引用
1. ↑  Landesamt für Statistik Niedersachsen, LSN-Online Regionaldatenbank, Tabelle A100001G: Fortschreibung des Bevölkerungsstandes, Stand 31. Dezember 2023